# Jaguar Mark V
La Jaguar Mark V est une automobile produite par le constructeur anglais Jaguar Cars entre 1948 et 1951.

## Présentation
La Mark V fut présentée aux distributeurs et à la presse le 30 septembre 1948 et fut lancée le 27 octobre 1948, lors du salon de Londres, en même temps que la XK120, avec laquelle elle partageait un stand. La XK120 lui a volé la vedette. Toutefois, la Mark V surpassa les ventes de la XK120 avec de près de 5 000 voitures vendues par an, contre 2 000 pour la XK120.

## Moteurs
Alors que la XK120 avait un nouveau moteur XK à arbres à cames en tête, la Mark V conserva la transmission de 1946-1948, y compris les moteurs à soupape en tête à poussoirs de six cylindres en ligne de 2,5 L et 3,5 L, produits par Jaguar depuis 1946, que la société avait acheté à la Standard Motor Company avant la guerre, et les boîtes quatre vitesses à réducteur unique produites par Jaguar et Moss Gear Company of Birmingham. Le moteur Standard d'un litre et demi utilisé dans les modèles précédents n'a pas été proposé sur la Mark V. La puissance de sortie revendiquée était de 104 ch (78 kW) pour le 2 664 cm3 et 126 ch (94 kW) pour le plus populaire 3 486 cm3. Le châssis était neuf disposait de suspensions avant indépendantes, double triangulation et avec barre de torsion, un arrangement qui sera utilisé par Jaguar dans de nombreux véhicules à venir. Elle avait également des freins hydrauliques, que Jaguar avait été lent à adopter par rapport à d'autres fabricants, et une carrosserie en tôle d'acier.

## Style
Le style de la voiture suivit celui des SS-Jaguar d'avant-guerre avec la calandre verticale en chrome. La mascotte du Jaguar bondissant du bouchon de radiateur devint disponible en option. La calandre rappelle nettement celle de la Bentley Mark VI récemment modernisée.
Les roues étaient de 406 mm en acier embouti, beaucoup plus petites que les roues de 457 mm sur la MK IV. Sur le côté, un style distinctif sur la berline était un repli de la courbe, à la base du quart arrière de la fenêtre suivant la courbe de profil de la vitre latérale, un élément conservé sur de nombreux modèles. Les guêtres de roues étaient la norme. Il y avait aussi une version drophead coupé (décapotable).

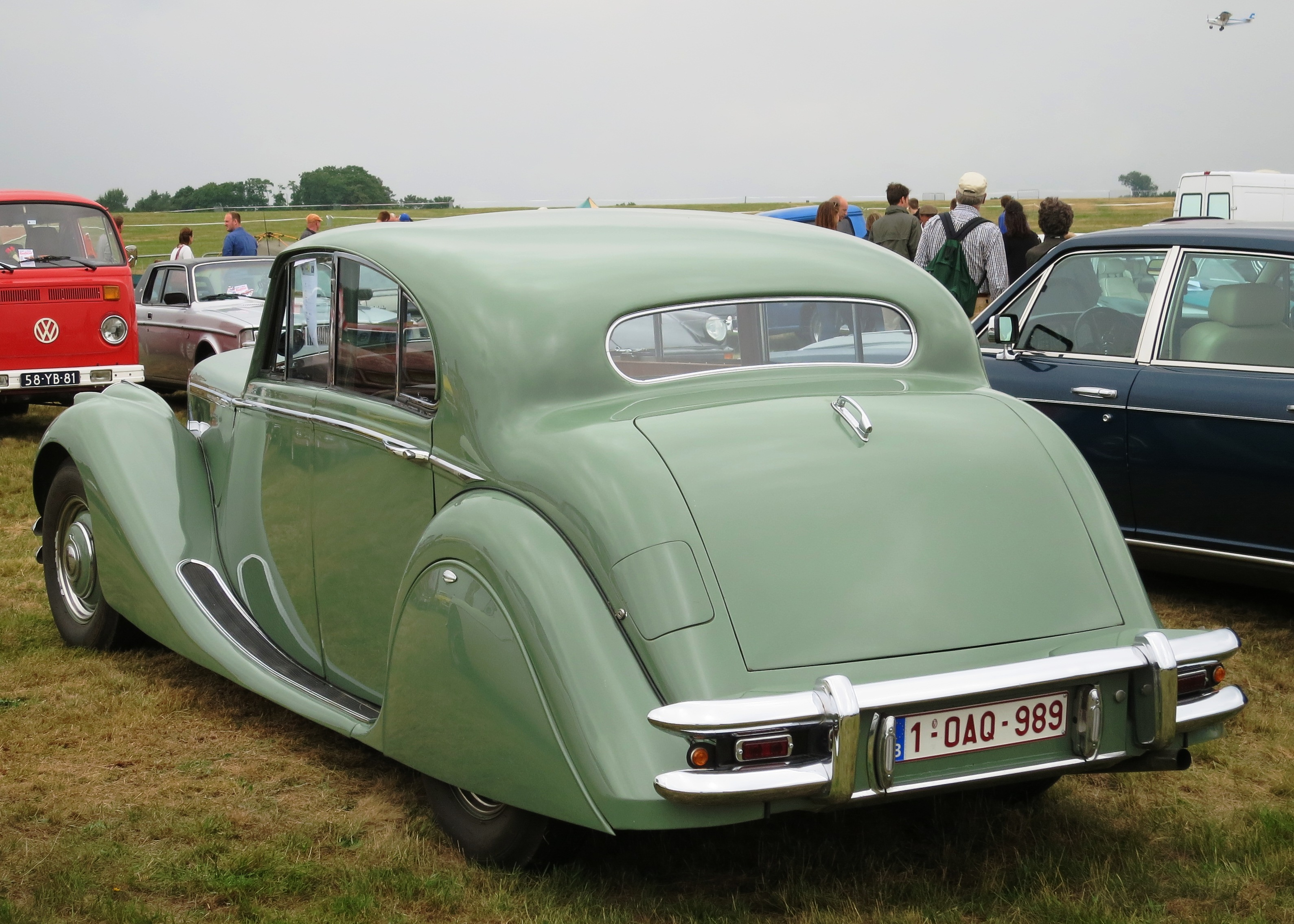
Berline de 1949.
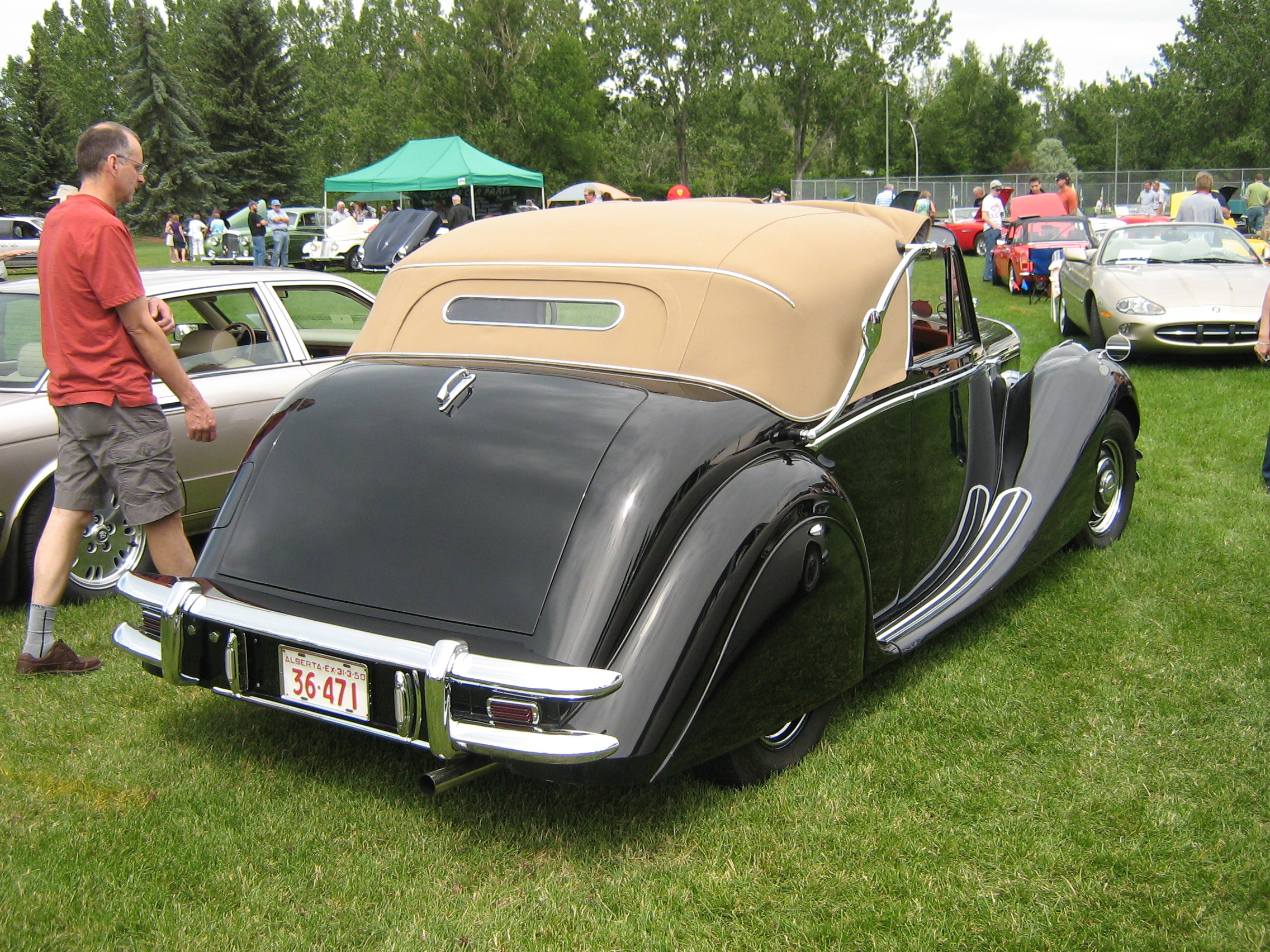
Drophead coupé de 1949.
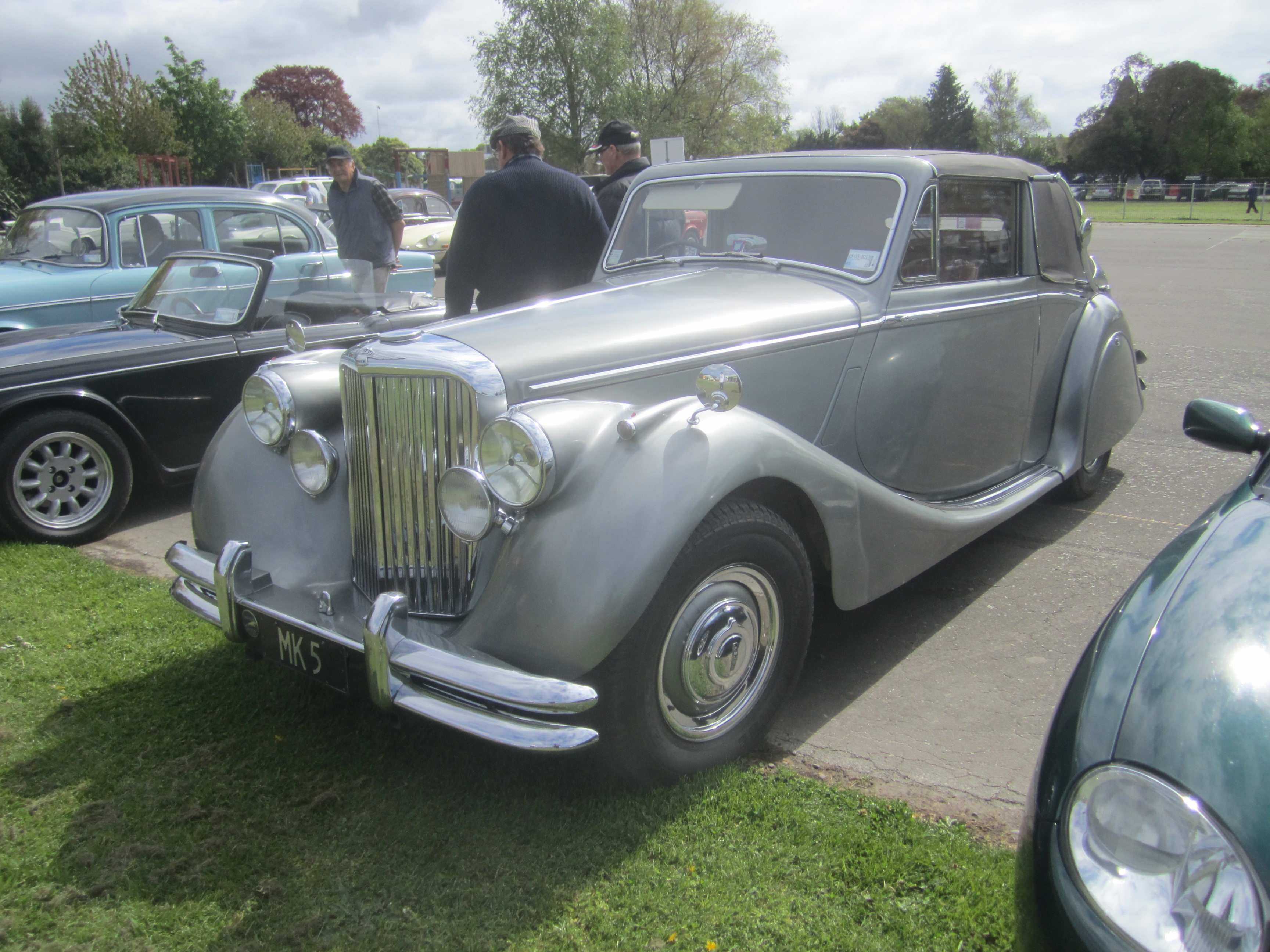
Drophead coupé.
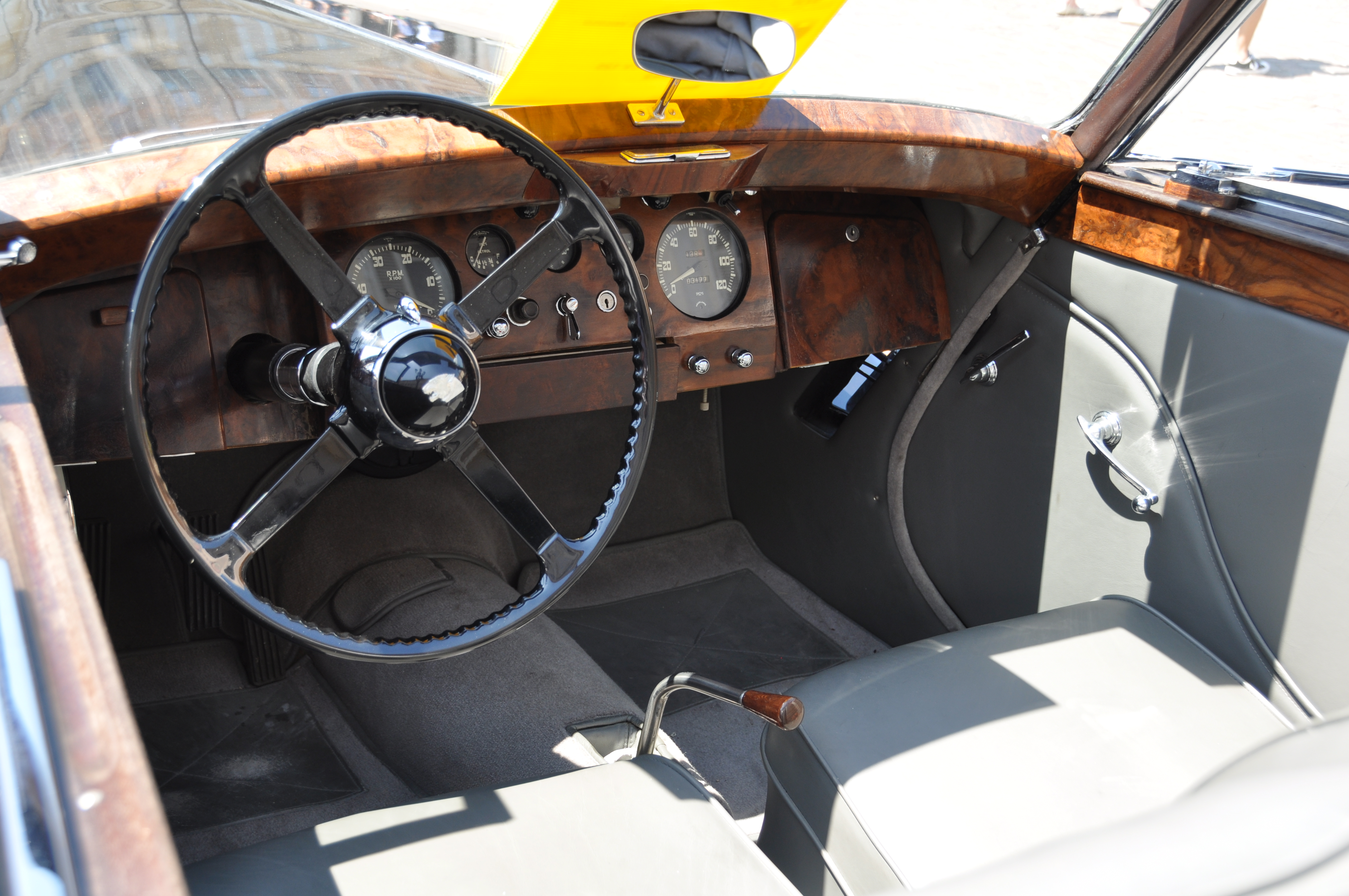
Drophead coupé de 1949.
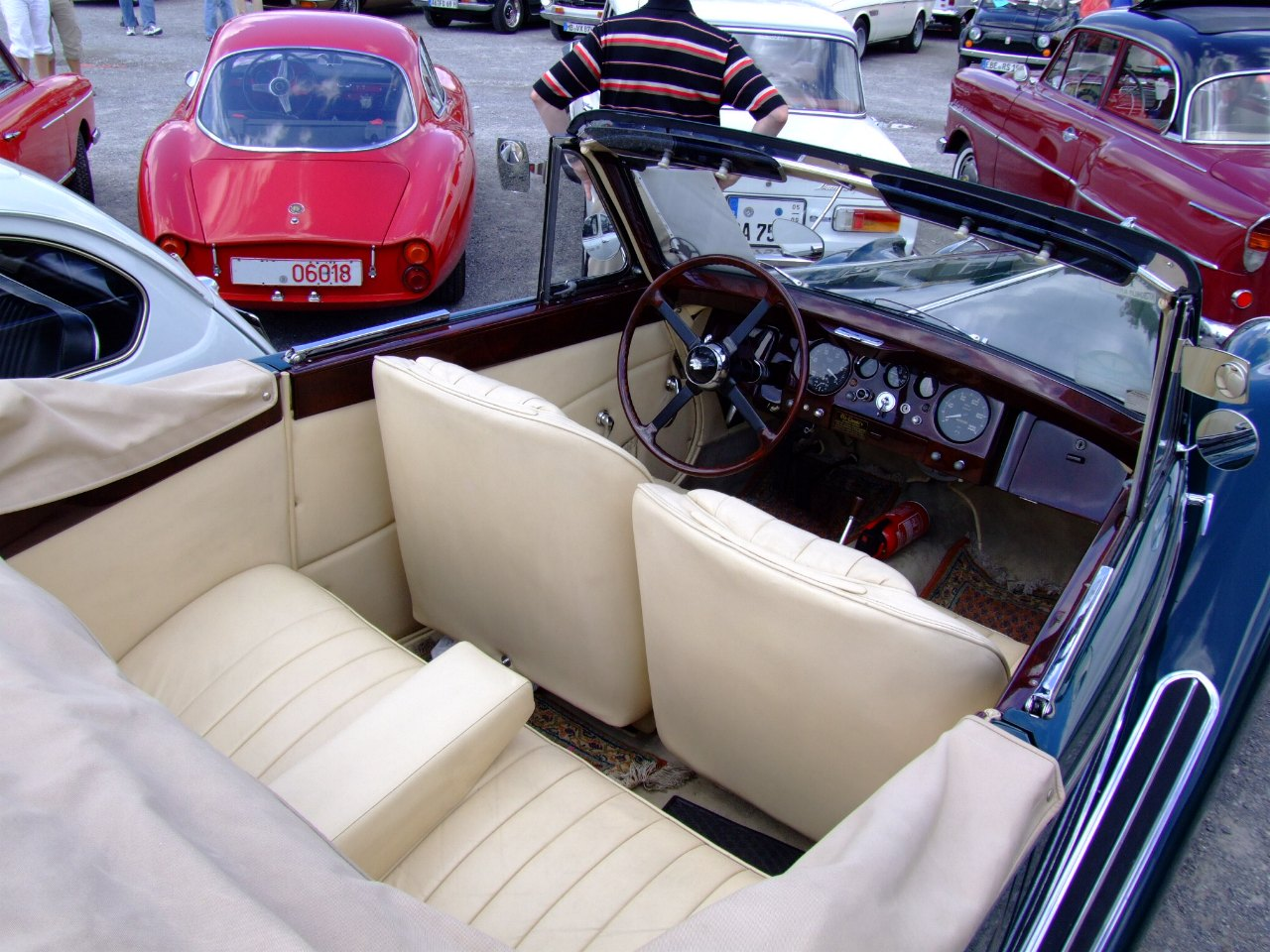
Drophead coupé de 1948.
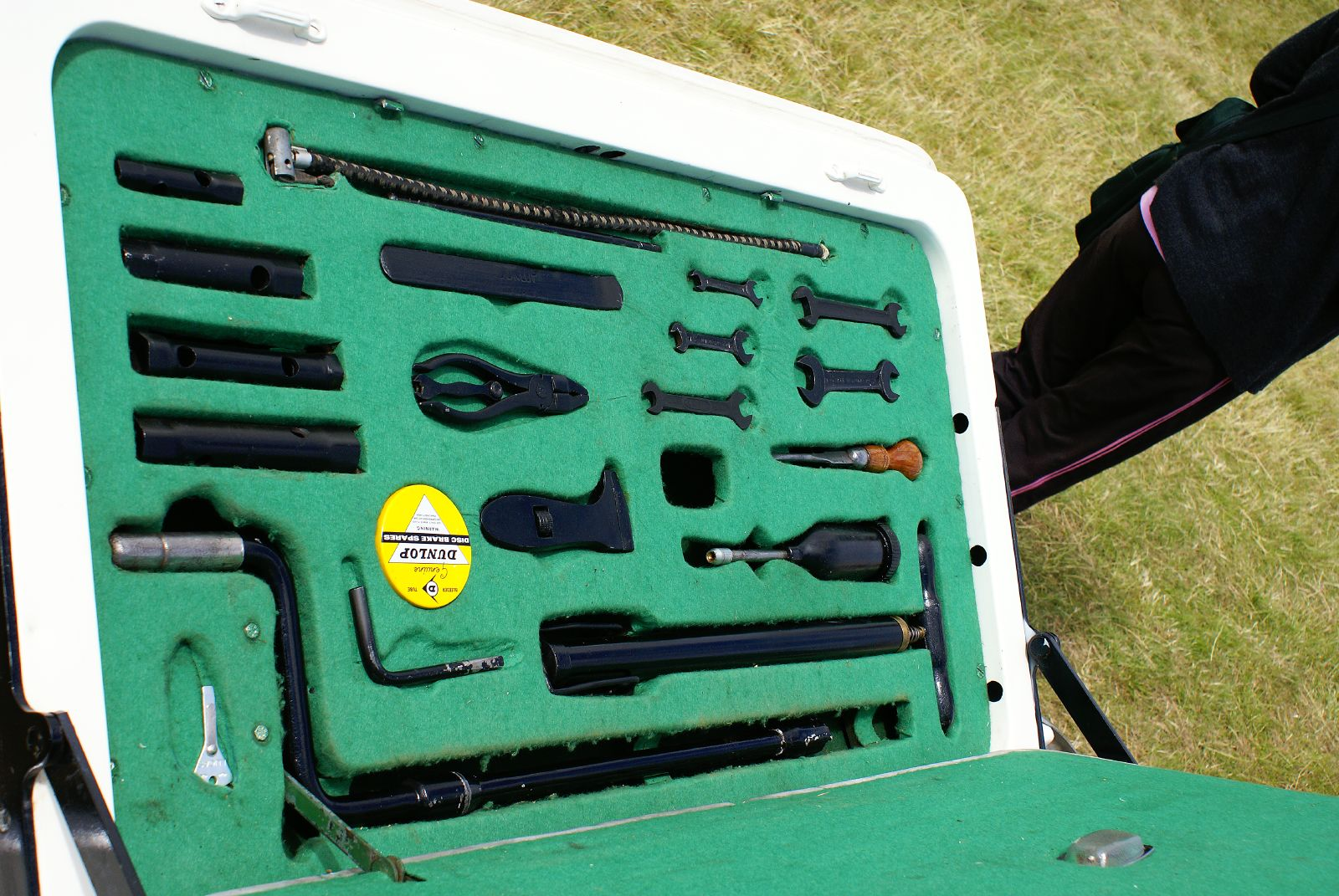
À l'intérieur du couvercle de coffre, la boîte à outils Jaguar.
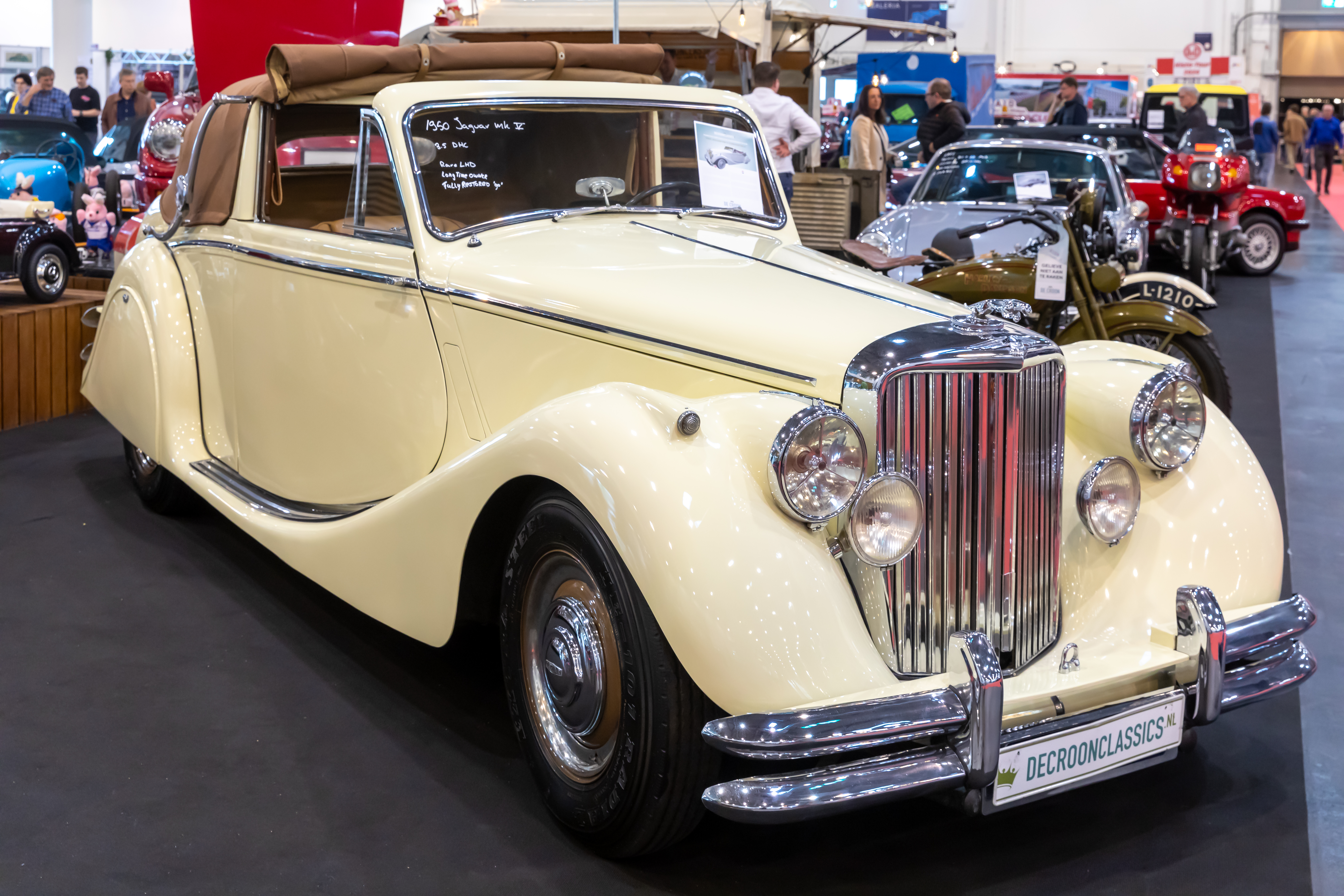
Jaguar Mark V 3.5 DHC Drophead Coupé de 1950 au Techno-Classica 2024, Essen.

## Essai routier
Une voiture de 3,5 litres testée par le magazine The Motor en 1949 avait une vitesse de pointe de 146 km/h et put accélérer de 0 à 97 km/h en 20,4 secondes. Norman Dewis, ingénieur de test chez Jaguar, utilisait régulièrement une Mark V. Lorsqu'on l'interrogea sur la vitesse de pointe atteinte avec sa voiture, il répondit qu'il a réussi à rouler à 145 km/h une fois, mais que le frisson du moment n'encourage pas à répéter l'exploit. Une consommation de carburant de 15,5 L/100 km a été enregistrée. La voiture de l'essai coûtait 1 263 £.

## Production
Les chiffres de production furent :
- 2,5 litres, berline, conduite à droite : 1 481
- 2,5 litres, drop head coupé, conduite à droite : 17
- 2,5 litres, berline, conduite à gauche : 188
- 2,5 litres, drop head coupé, conduite à gauche : 12
- 2,5 litres, châssis seul, conduite à gauche : 2 (carrossiers indépendants)
- 3,5 litres, berline, conduite à droite : 5 923
- 3,5 litres, drop head coupé, conduite à droite : 108
- 3,5 litres, berline, conduite à gauche : 1 902
- 3,5 litres, drop head coupé, conduite à gauche : 577
- 3,5 litres, châssis seul, conduite à droite : 2 (châssis d'exposition des salons de l'automobile)
- 3,5 litres, châssis seul, conduite à droite : 1 (carrossier indépendant)

Soit au total 10 499 voitures.
En 1951, la Mark V est remplacée par la Jaguar Mark VII. La Mark VII avait le même empattement de 10 pieds (3 mètres) que la Mark V, mais une carrosserie plus longue et plus simple, qui fut suivie avec peu de changements extérieurs par les Jaguar Mark VIII et Mark IX jusqu'en 1961.

## Le nom MarkV
L'origine du nom Mark V est un peu mystérieuse. Il n'y avait en effet jamais eu de Jaguar Mark I à IV auparavant et la désignation « Mark IV » ne fut attribuée au modèle précédent qu'après le lancement de la Mark V. Le président et styliste en chef William Lyons (Sir William après 1956) et son équipe d'assistants, connue sous le nom de batteurs de tôles, assemblèrent cinq prototypes de carrosseries sur différents châssis entre 1946 et 1948 avant d'être satisfaits du résultat, l'élue étant répertoriée Mark V dans les documents internes. Lyons l'expliqua dans le discours prononcé le 30 septembre 1948 à la présentation de la nouvelle voiture aux distributeurs et membres de la presse, expliquant que c'était de cette manière que la Mark V avait obtenu son nom. Une photographie des prototypes rejetés survit à la Jaguar Daimler Heritage Trust,.